# Métamec (poème)
Pistes de Métamec
Michel Zaza
Métamec est un poème de Léo Ferré, publié en 1986. C'est une de ses œuvres-maîtresses.

## Historique
Ce poème, créé en 1979 à partir d'une vingtaine de photographies que lui présente son ami le photographe Hubert Grooteclaes, est imprimé une première fois cette même année par Léo Ferré, sous sa propre marque Gufo del Tramonto (Hibou du couchant), puis publié plus officiellement en 1986, dans le numéro 93 bis de la collection Poètes d'aujourd'hui, intitulé Léo Ferré, les années-galaxie. Cette publication fait suite au numéro 93, paru en 1962.
Dans les dernières années de sa vie l'artiste travaillait sur une mise en musique, sans parvenir à l'achever. Une maquette de travail a été publiée en 2000 par les éditions La Mémoire et la Mer, sur l'album posthume Métamec.

## Forme
Métamec est un long poème de 320 vers divisé en deux parties : Métamec - Thème et Métamec - Variations. Le « thème » est composé de vingt quatrains d'alexandrins aux rimes croisées. Les « variations » intercalent trois nouveaux vers à la suite de chacun de ces alexandrins, donnant naissance à quatre-vingt nouveaux quatrains.
Dans la maquette, Léo Ferré s'enregistre chez lui à Castellina in Chianti en Toscane, avec les moyens du bord. Il dit le texte à un rythme soutenu sur la musique qu'il a utilisée pour habiller Le Bateau ivre d'Arthur Rimbaud dans son album L'Imaginaire. Cette musique, enregistré en 1981 avec l'Orchestre symphonique de Milan, a été composée et enregistrée une première fois en 1971 pour le film L'Albatros de Jean-Pierre Mocky, qui choisit de n'en utiliser qu'un petit bout.
Ferré a ensuite composé une musique spécifique pour ce texte, qu’il n’a pas eu le temps d’achever.

## Interprétations sur scène
En janvier 1984, à l'occasion d'une mini-tournée dans l'ouest de la France avec l'Orchestre symphonique de Lorient, Ferré utilise le poème pour lier tous les morceaux de son récital les uns avec les autres dans une « narration » poétique continue. Il s'agit d'une récitation sans musique.